# Zachidfest
Zachidfest (ukr. За́хідфест, ukr. За́хід) – festiwal muzyczny odbywający się na Ukrainie w obwodzie lwowskim od 2009 roku. Miejscem imprezy od 2011 r. są okolice wsi Rodatycze w rejonie gródeckim.

## O festiwalu
Gatunki muzyki grane na imprezie to rock oraz world music.  W festiwalu od 2012 roku regularnie biorą udział zagraniczni wykonawcy. W roku 2009 odbył się on w Dźwinogrodzie, 2010 r. – w zamku Starosiolskim, a od roku 2011 – w bazie rekreacyjnej „Słoneczna polana” we wsi Rodatycze (około 40 km od Lwowa). Zmiana lokalizacji była związana z przewidzianym zwiększeniem ilości gości w porównaniu z poprzednimi latami. Od roku 2014 festiwal odbywa się na terenie kompleksu rekreacyjnego „Czarowna dolina”.
Cele festiwalu:
- rozpowszechnianie kultury ukraińskiej,
- popularyzacja aktywnego odpoczynku wśród młodzieży oraz rozwój ruchu festiwalowego na Ukrainie.

Festiwal „Zachidfest” nie korzysta ze wsparcia sponsorów i organizacji. Założycielem oraz głównym organizatorem jest Jakiw Matwijczuk (ukr. Яків Матвійчук).

## Uczestnicy
| Data                | Miejsce                                                                   | Lista uczestników |
| ------------------- | ------------------------------------------------------------------------- | --- |
| 22–23 sierpnia 2009 | Dźwinogród (obwód lwowski)                                                | Ot Vinta, Flit, NeDila (ukr. НеДіля), The WJO (The ВЙО), Sonceklosz (Сонцекльош), Oratanija (Оратанія), Los Colorados, Brem Stoker (Брем Стокер), Etno XL, KoraLLi (КораЛЛі), Mij batʹko pje (Мій батько п'є), Sercewyj napad (Серцевий Напад), I krow po dołyni (І Кров По Долині), The Velvet Sun, Saharova band, Misto kazkowych mrij (Місто Казкових Мрій), Joryj Kłoc |
| 21–23 sierpnia 2010 | Zamek w Starym Siole (Stare Sioło, obwód lwowski)                         | Mertwyj piweń, Ot Vinta, NeDila, The WJO, Dymna sumisz (ukr. Димна суміш), Karna, FłajzZza (ФлайzZzа), Tin’ sonc’a (Тінь Сонця), Orkestr Janky Kozyr (Орекстр Янки Козир), Cholodne sonce (Холоdне Сонце), KoraLLi, BAndurbaND, Misto kazkowych mrij, Mij bat’ko pje, Sercewyj napad, Chorta (Хорта), Merva, Fabula, Flit, Weremij (Веремій), Ti, szczo padajut’ whoru (Ті, що падають вгору), Nameless, Quo Vadis, Ćobi (Чобі), Fiolet (Фіолет), Inszyj swit (Інший Світ), Kremp (Кремп), Kryk duszi (Крик душі) |
| 19–21 sierpnia 2011 | Baza „Słoneczna polana” (ukr. Сонячна Галявина), Rodatycze, obwód lwowski | Ot Vinta, Rolliks (ukr. Ро́ллік'с), Flit, Tin’ sonc’a, Dymna sumisz, Hucuł Kalipso (Гуцул Каліпсо), O.Torvald, K402, Obijmy doszczu (Обійми дощу), Mechanicznyj apel’syn (Механічний апельсин), Zapaska, Ti, szczo padajut’ whoru, Bram Stoker, Zeleni sestry (Зелені сестри), Na widminu wid (На відміну від) з Dila (Діля), Krychitka (Крихітка), Jurkesz (Юрке́ш), Fiolet, Luk (Lюk), Koralli, Orandż (Орандж), Cholodne sonce, Merva, Sercewyj napad, Los Colorados, BAndurbaND, FłajzZza, Quadragesima, Mertwyj Piweń, Orkestr Cze (Оркестр Че), Monolit (Монолі́т) oraz inni wykonawcy. Ogólnie na wielkiej scenie wystąpiło 39 zespołów, także odbywały się występy poetów i zespołów na małej scenie. |
| 17–19 sierpnia 2012 | Baza „Słoneczna polana”, Rodatycze, obwód lwowski                         | Rocky Leon, O.Torvald, ANNA, Tin’ sonc’a, AtmAsfera, Lapis Trubieckoj, Mechanicznyj apel’syn, Rolliks, Bram Stoker, Toster (ukr. Тостер), The WJO, Krambambula, Qarpa, Tartak, Boombox, TOL (ТОЛ), Krychitka, Zdob și Zdub, Pan Pupec (Пан Пупец), Hucuł Kalipso, FłajzZza, Sercewyj napad, Trystavisim, Vera Lingua. |
| 16–18 sierpnia 2013 | Baza „Słoneczna polana”, Rodatycze, obwód lwowski                         | - Scena główna: Weremij, Viter, Dalai Lama, Serhij Żadan, Sobaky w kosmosi (ukr. Собаки в космосі), Noize MC, Rocky Leon, Szkirianyj oleń (Шкіряний олень), Toster, O.Torvald, Boombox, Skriabin, Wopli Widoplasowa, Flit, ANNA, Alina Orlova, Karna, Zdob și Zdub, Lapis Trubieckoj. - Mała scena: Skinhate, Vera Lingua, We are, Dance party. Dance! Dance!, Morphine Suffering, Latur, Dimicandum, Stoned Jesus, Acloneofmyown, Serhij Pidkaura (Сергій Підкаура), Sideburns party, Mechanicznyj apel’syn, Trystavisim, Sercewyj napad, Cherry-merry. - Art-scena: Stop suczasnomu rabstwu wid kampaniji A21 (Стоп сучасному рабству від кампанії А21), Illusions, Serhij Żadan, Odyn w kanoe (Один в каное), Teatr HaRmYdEr (Театр ГаРмИдЕр), Freddy Marx street, Teatr tinej ta switla Dyw (Театр тіней та світла Див), Teatr IMPROV Group, Drumтиатр, Teatr Rizni ludy (Театр Різні люди). |
| 8–10 sierpnia 2014  | Kompleks hotelowo-rekreacyjny „Czarowna dolina”, Rodatycze, obwód lwowski | - Główna scena: Clawfinger, Braty Hadiukiny, Anti-Flag, Lapis Trubieckoj, Noize MC, Zdob și Zdub, Tanok na majdani Kongo, Tartak, Rocky Leon, Skriabin, Perkałaba, Karna, KoraLLi, Petros (ukr. Петрос), Wopli Widoplasowa, Trystavisim, Dimicandum. - Scena rockowa: Caliban, Ektomorf, Rolliks, Toster, Tin’ sonc’a, Flit, Jinjer, Skinhate, Sciana, Mol’fa (Мо́льфа), The Crawls, BAndurbaND, Blood Brothers, Latur, Sercewyj napad - Keep Calm Stage: Flunk, I Am Waiting For You Last Summer, Krychitka, the Retuses, Qarpa Odyn w kanoe, The WJO, Fiolet, Viviénne Mort, Hycz Orkestr (Гич Оркестр), Acloneofmyown, Maiak, Lakeway, My Atlas. - Art-scena: Dakh Daughters, Zapaska, Illusions, DrumТиатр. Rosyjski zespół rockowy Lumen na kilka dni przed festiwalem zrezygnował z wystąpnienia motywując swoją decyzję przyczynami politycznymi.                                          |
| 14–16 sierpnia 2015 | Kompleks hotelowo-rekreacyjny „Czarowna dolina”, Rodatycze, obwód lwowski | - Scena główna: Everlast, Matisyahu, Oomph!, Boombox, Ill Niño, Brutto, Skriabin, TNMK, Tartak, Wopli Widoplasowa, Haydamaky, Karna, KoraLLi, Żadan ta sobaky (Жадан та Собаки), Rolliks, Daj Darogu!, Bahroma, O.Torvald. - Scena rockowa: Dead by April, Kreator, Alesana, Toster, ANNA, Flit, Jinjer, Skinhate, Morphine Suffering, Bram Stoker, Terror Universal, Dance party! Dance! Dance!, Latur, O’Hamsters. - Indie scena: Alina Orlova, I Am Waiting For You Last Summer, Krychitka, Orkestr Cze, Pianoboy, Brunettes Shoot Blondes, Panivalkova, Vivienne Mort, Acloneofmyown, Zapaska, Sasha Boole, Secret Avenue, Lakeway. - Scena nocna: Kadebostany, Onuka, DachaBracha, The WJO. |
| 19–21 sierpnia 2016 | Kompleks hotelowo-rekreacyjny „Czarowna dolina”, Rodatycze, obwód lwowski | - Scena główna: Crystal Castles, Enter Shikari, Hollywood Undead, Oomph!, IAMX, Wopli Widoplasowa, Zdob si Zdub, Zebrahead, Onuka, Brutto, Noize MC, O.Torvald, Black Peaks, Arcane Roots, Żadan ta sobaky, Sinoptik, Trystavisim, Be my guest. - Scena rockowa: Behemoth, DevilDriver, Emmure, We butter the bread with butter, Bram Stoker, Black Peaks, ANNA, Rolliks, Karna, @Tracktor, Latur, 1914, Bram Stoker, Space of Variations. - Indie scena: Balthazar, Pianoбой, Vivienne Mort, 5 Vymir, The Elephants, Tik Tu, Orkestr Cze, Panivalkova, Zapaska, Pleso (ukr. Плесо), Stepan Horbyk (Степан Горбик), Small Depo. - Scena nocna: Jamala, Chrystyna Sołowij. |

## Galeria

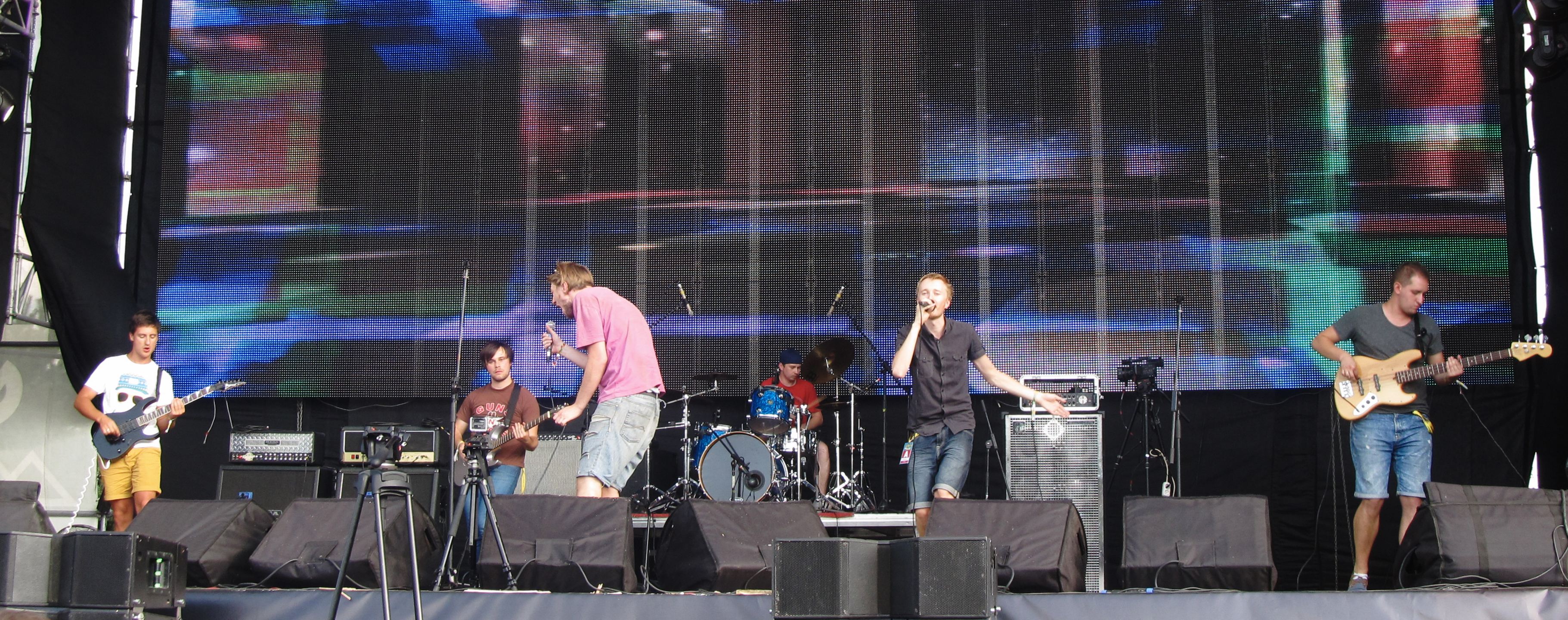
Główna scena festiwalu w roku 2013. Zespół Dalai Lama
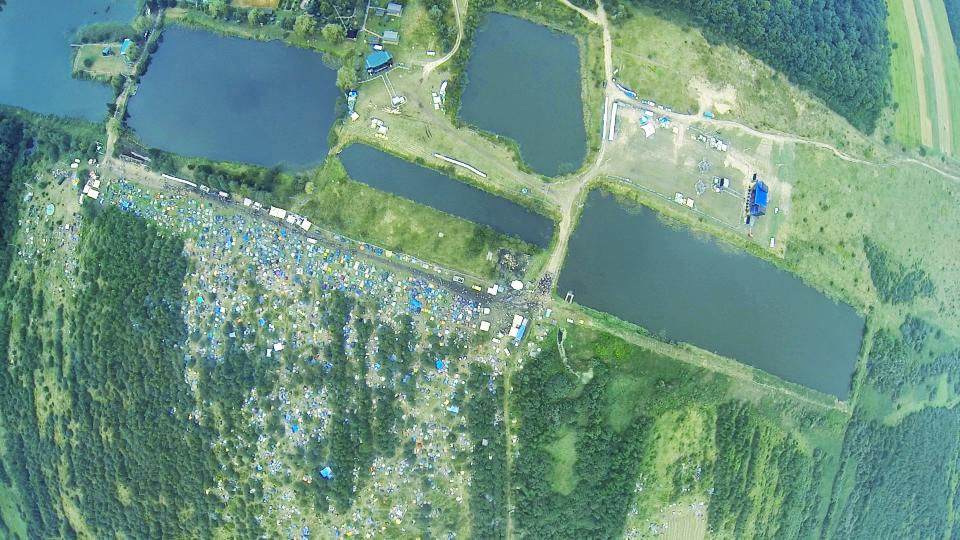
Zachidfest widziane z lotu ptaka
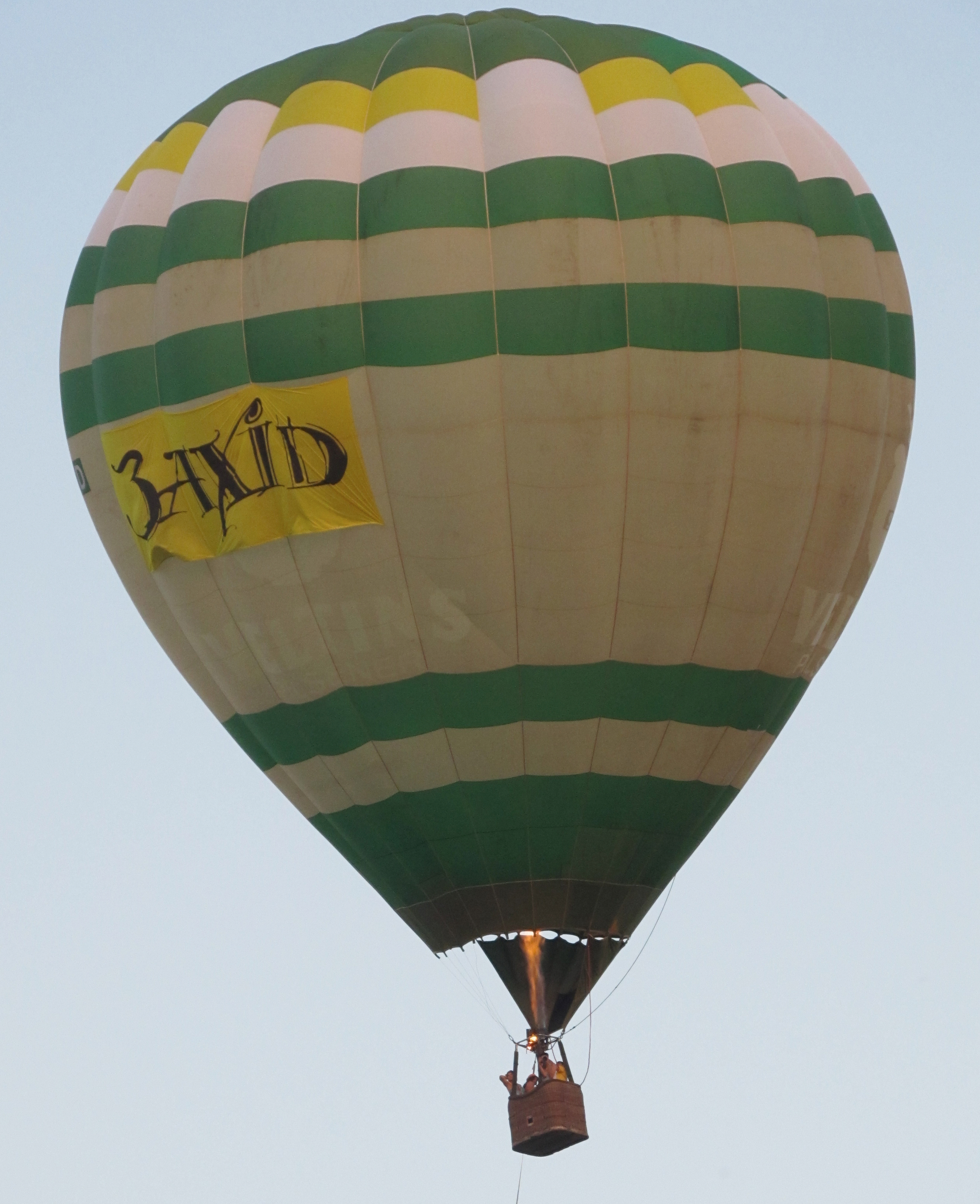
Balon na festiwalu Zachid-2013